# Harpa

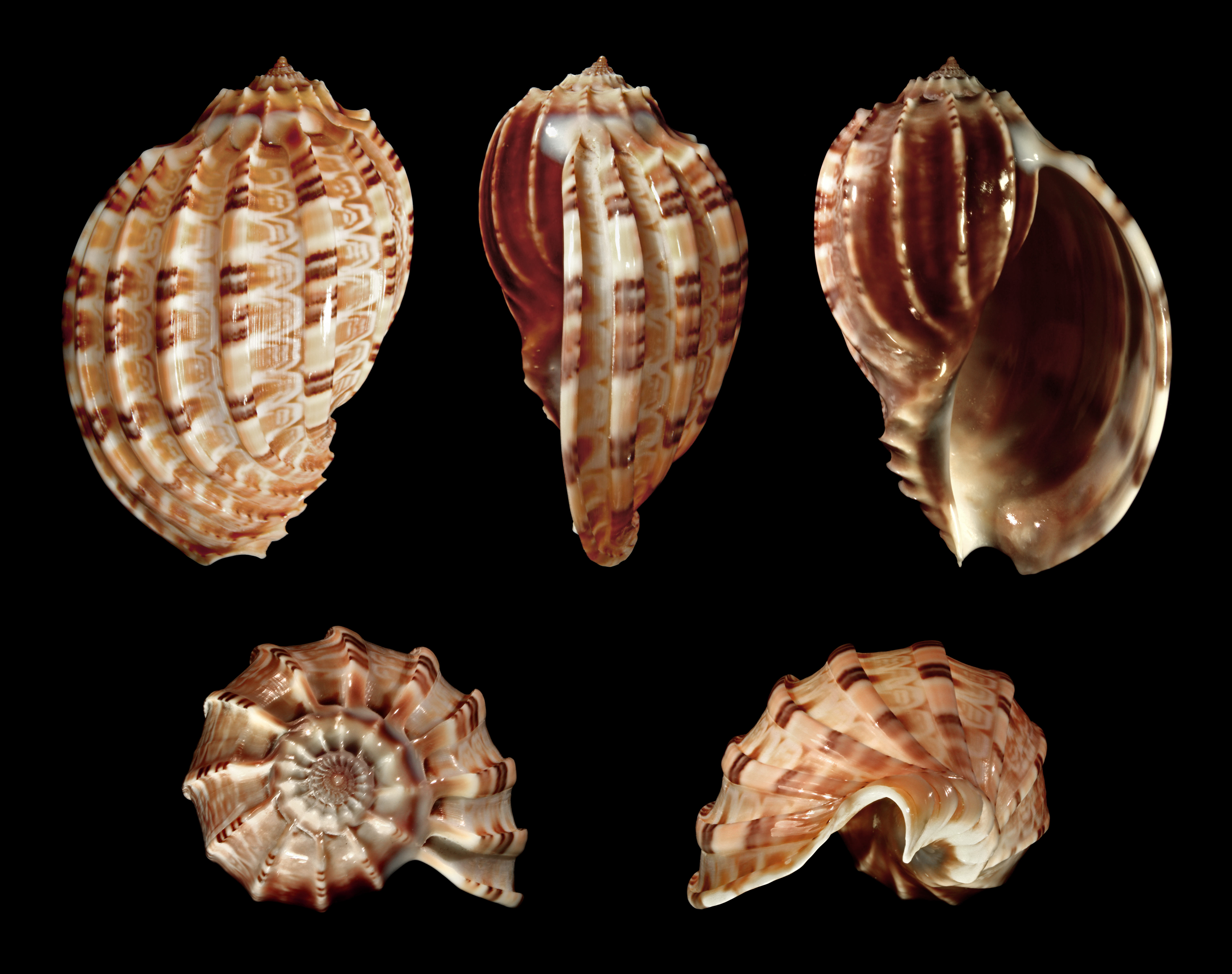
Harpa articularis

Harpa ist der Name einer Schneckengattung aus der Familie der Harfenschnecken (Harpidae), die in tropischen Gewässern im Indopazifik und an der westafrikanischen Küste des Atlantiks vertreten ist.

## Merkmale
Die rechtsgewundenen Gehäuse der Harpa-Arten haben einen großen Körperumgang und ein kurzes Gewinde. Der kurze Siphonalkanal wird von einer flachen Kerbe an der Außenlippe der Mündung zur Columella hin geformt. Der Protoconch hat 3 oder 4 meist violette, knotige Umgänge. Das Gewinde wird von den 3 folgenden Umgängen gebildet. Kennzeichnend für die Schneckenhäuser der Gattung Harpa sind die als Längsrippen ausgebildeten Varices, die zum Gewinde hin jeweils in einen kurzen Stachel auslaufen. Sie sind in der Regel mit rötlichen und rosafarbenen Zonen gezeichnet, während die dazwischen verlaufenden Längsrinnen braunrote Flecken auf einem fleischfarbenen Grund aufweisen. Die Schnecken haben kein Operculum.
Der Körper der Schnecken hat eine lebhafte Färbung verschiedener roter, brauner und gelber Schattierungen mit Flecken auf hellerem Untergrund. Die Fühler und der Sipho sind unregelmäßig geringelt. Die Augen sitzen an der Basis der Fühler.
Der Fuß ist sehr groß und besteht aus einem halbmondförmigen, sehr breiten Propodium und einem Metapodium, die nur an einer schmalen Stelle verbunden sind. Bei Störung kann der Vorderteil des Metapodiums durch Autotomie abgespalten werden. Durch anhaltende Bewegung kann der abgeworfene Teil einen Fressfeind ablenken. Das fehlende Stück wird regeneriert.
Die Radula ist vom Typ Stenoglossa (Rachiglossa), wobei nur der mittlere Zahn und manchmal zwei seitliche Zähne bestehen. Sie ist generell sehr klein und kommt in manchen Fällen nur bei Jungtieren vor.
Die Nahrung der Harpa-Arten besteht aus Zehnfußkrebsen, die mit dem Propodium bedeckt und zwischen diesem und dem Metapodium eingeklemmt und sodann von klebrigem Schleim eingehüllt werden. Der genaue Fressvorgang ist nicht dokumentiert. Es bleiben leere Krebsschalen zurück.
Die Schnecken sind getrenntgeschlechtlich. Das Männchen begattet das Weibchen mit seinem Penis. Das Weibchen legt Eigelege mit 10 bis 15 Eikapseln, die jeweils 3000 bis 4000 Eier enthalten. Die schlüpfenden Veliger-Larven machen bis zur Metamorphose zur fertigen Jungschnecke eine Phase als Plankton durch.

## Geschichte der Systematik
Harpa bezeichnet im Lateinischen eine Harfe. Linnaeus beschreibt 1758 zwei Arten der Gattung Buccinum (B. harpa und B. costatum) als Schnecke mit gleichartigen, deutlich geschiedenen (bei B. costatum dicht gedrängten) und mit Spitzen versehenen Längsrippen, die vor Bengalen lebt. Als Gattungsname wird Harpa, deutsch die Harfe, mit 7 Arten von Peter Friedrich Röding 1798 im Katalog der Conchyliensammlung von Joachim Friedrich Bolten genannt.